# Glacier Scott (chaîne Transantarctique)
Pour les articles homonymes, voir Glacier Scott.
Le glacier Scott est un glacier d'environ 190 kilomètres situé dans la chaîne de la Reine-Maud en Antarctique. Il est nommé d'après Robert Falcon Scott.